# Javier Marías

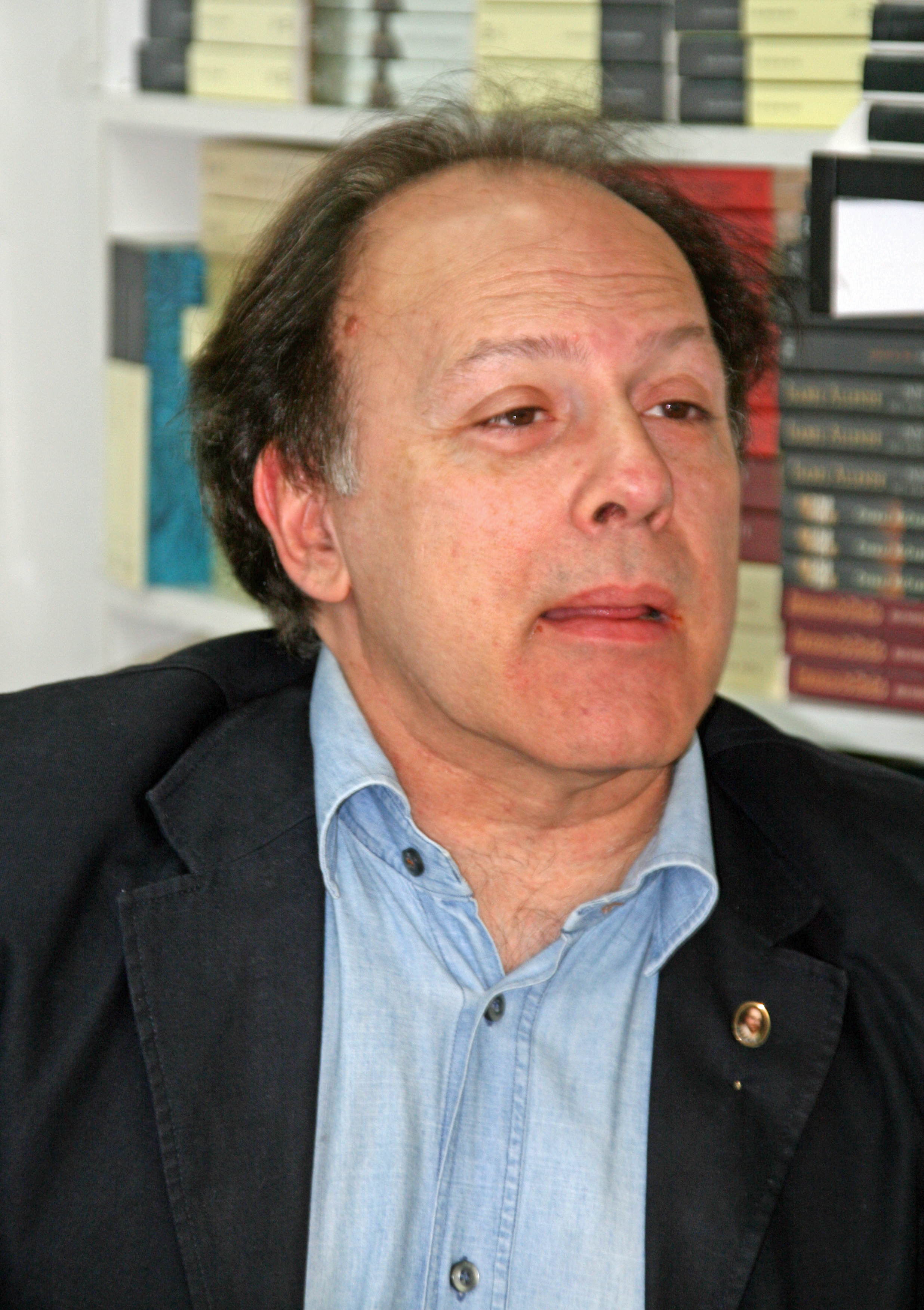
Javier Marías (2008)

Javier Marías Franco (Madrid, 20 september 1951 – aldaar, 11 september 2022) was een Spaans schrijver, vertaler en columnist. Met  zijn trilogie Tu rostro mañana (Jouw gezicht morgen), waaraan hij vijf jaar werkte (2002-2007) kreeg hij wereldroem en zijn naam viel regelmatig als kanshebber op de Nobelprijs voor Literatuur. 
 De Duitse criticus Marcel Reich-Ranicki noemde Marias een van de belangrijkste levende schrijvers van deze tijd. Zijn roman Los enamoramientos (De verliefden) uit 2011 was in Nederland een bestseller.

## Biografie
Javier Marías kwam uit een kunstzinnige familie: zijn broers waren kunsthistoricus, musicus en kunstcriticus. Hij was de vierde van vijf zonen van de Spaanse filosoof Julian Marías (1914-2005) en de schrijfster Dolores Franco Manera (1912-1977). Zijn vader, die ten tijde van het Franco-regime republikeinse sympathieën koesterde, werd door een jeugdvriend aangegeven bij de Franquisten en belandde in de gevangenis. Hij zou geëxecuteerd worden, maar kreeg gratie en na een paar maanden kwam hij vrij.
De jonge Javier bracht een deel van zijn jeugd door in de Verenigde Staten, waar zijn vader vanaf het begin van de jaren vijftig doceerde aan onder meer Yale en de UCLA. De familie woonde enige tijd in huis bij Jorge Guillén, waar ook Vladimir Nabokov regelmatig over de vloer kwam. Ze keerden in 1959 terug naar Spanje. Daar bracht Marías zijn middelbareschooltijd door aan het Colegio Estudio in Madrid, een onderwijsinstelling waar een vrije geest heerste. In 1964 kon zijn vader toetreden tot de Real Academia Española en na de dood van dictator Franco werd hij in 1977 door koning Juan Carlos I tot lid van de senaat benoemd.
Over zijn jeugd zei Marías dat hij Spanje een intellectueel ingeslapen land vond, waarin iedereen dacht dat Franco het eeuwige leven had. Hij zocht zijn toevlucht tot de bioscoop. De Amerikaanse films uit de jaren veertig en vijftig prikkelden zijn fantasie en alles wat hij zag sloeg hij op in zijn geheugen. Een vriend van hem uit die jaren beschrijft zijn kennis ook nu nog als encyclopedisch. Toen hij 17 jaar oud was liep Javier van huis weg en ging in Parijs bij zijn oom wonen, zonder dit aan zijn ouders te laten weten. Hij studeerde af in filosofie en letterkunde aan de Complutense Universiteit van Madrid. Tijdens zijn studie was hij lid van een communistische actiegroep, maar later distantieerde hij zich daarvan en benadrukte zijn politieke onafhankelijkheid.
Voor zijn oom, de bekende filmregisseur Jesús Franco, vertaalde en bewerkte hij Dracula-verhalen tot filmscripts. Zijn eerste roman Los dominios del lobo schreef hij op twintigjarige leeftijd. In die periode leerde hij Juan Benet (1927-1993) kennen, een schrijver die wel de 'Spaanse Faulkner' is genoemd en die van invloed is geweest op het werk van veel schrijvers in de periode na de Tweede Wereldoorlog. Van 1974 tot 1978 werkte Marías in Barcelona bij uitgeverij Alfaguara.
Zes jaar schreef hij geen enkel boek, maar bekwaamde zich uitsluitend in de kunst van het vertalen van Engelstalige schrijvers, onder wie Thomas Hardy, William Faulkner en Vladimir Nabokov in het Spaans. Voor zijn vertaling van Tristram Shandy van Laurence Sterne kreeg hij in 1979 de Premio Nacional de Traducción, de nationale vertaalprijs van Spanje. Tussen 1983 en 1985 doceerde hij Spaanse literatuur en vertaaltheorie aan de Universiteit van Oxford en Wellesley College in Massachusetts, waar ook zijn vader in de jaren vijftig enige tijd college had gegeven.
Zijn internationale doorbraak kwam in 1992 met de roman Corazón tan blanco (Een hart zo blank). Zijn boeken worden in 50 landen uitgegeven en zijn in meer dan 40 talen vertaald. Hij behoort tot de meest gelezen auteurs uit de Spaanstalige wereld en hij heeft bijgedragen tot de heropleving van de Spaanse literatuur vanaf het begin van de jaren negentig. Hij kreeg een aantal prestigieuze literatuurprijzen, ook buiten Spanje. Zo won hij de Ierse  International IMPAC Dublin Literary Award en in Venezuela de Premio Rómulo Gallegos. 
In 1999 richtte Marías zijn eigen uitgeverij op, Reino de Redonda (Koninkrijk van Redonda). De gelijknamige prijs wordt sinds 2001 jaarlijks toegekend om het oeuvre van een niet-Spaanstalige schrijver of filmregisseur te onderscheiden.
Zijn ambitieuze trilogie Tu rostro mañana (Jouw gezicht morgen, 2002-2007) wordt door sommige critici de beste Spaanse roman van de voorbije halve eeuw genoemd. Zijn roman Los enamoramientos (De verliefden, 2011) werd door de gezaghebbende Spaanse krant El Pais uitgeroepen tot beste boek van 2011.

## Thematiek
In zijn romans blijft Marías nooit ver weg van zijn persoonlijk leven. Geheimen en verraad zijn weerkerende onderwerpen. In Jouw gezicht morgen is de hoofdpersoon geobsedeerd door de taal, in al haar uitingsvormen. Als Spaans vertaler wordt hij ingehuurd door een Engelse spionagedienst. Bij verdachte personen is het zijn taak vooral te letten op wat ze niet zeggen en verborgen proberen te houden, om vast te stellen of er sprake is van verraad.
Zo begint het slechte beschrijft het leven in Spanje na de dood van Franco. Hoewel de meeste Spanjaarden actief de dictatuur hebben gesteund, wassen ze na 1975 hun handen in onschuld. Het 'collectieve vergeten' overheerst. Een kinderarts blijkt in het verleden 'fout' te zijn geweest.
Aller zielen gaat over een Spaanse professor die als gasthoogleraar in Oxford aan de slag gaat. Hij begint een affaire met een getrouwde collega. Het boek is volgens een recensent vooral een uitvoerige aaneenschakeling van hersenspinsels van Marías zelf.
Een terugkerend thema in zijn boeken is de vraag of wij elkaar écht kunnen doorgronden en begrijpen. Alles wat zich in het dagelijks leven afspeelt is vatbaar voor meerderlei uitleg, betoogt Marías. Ook al heeft een gebeurtenis korte tijd geleden plaatsgevonden, dan nog valt deze moeilijk te reconstrueren. Hij geeft het klassieke voorbeeld van een ruziënd echtpaar. De man zegt tegen zijn vrouw dat zij twintig minuten geleden iets beweerde. Zij bestrijdt dit en ontkent iets dergelijks te hebben gezegd, maar iets heel anders. Marías zegt dat de waarheid niet kan worden vastgelegd, tenzij je de hele dag een bandrecorder laat meelopen.
Alleen in fictie ligt de waarheid vast, want in fictie lees je over mensen die nooit hebben bestaan. Don Quichot stierf pas toen Cervantes schreef dat hij dood was. Ook zogenaamde historische feiten, zoals oorlogen en veldslagen, kunnen te allen tijde door de feiten worden ingehaald worden. Historici, zegt Marías, hebben daarom altijd ruzie. Ook dagboeken en memoires noemt hij niet objectief, omdat ze de subjectieve waarheid van de auteur weergeven. Gedurende drie tot vier uur per dag trekt Marías zich graag terug in zijn flat in Madrid om na te denken over nieuwe verhalen. Liever dan te leven in de echt wereld.
Marías was volgens een recensent een schrijver die om mensen geeft. Het lot van zijn medemens is hem niet onverschillig, maar hij blijft op afstand. Hij slaat gebeurtenissen die anderen overkomen in zijn geheugen op en 'weet meer over ons dan wijzelf'.

## Stijl
De schrijfstijl van Marías kenmerkt zich door zeer lange zinnen. The Guardian vergelijkt hem met Picasso, die zei dat hij graag op de loop ging met een bepaalde lijn. Hetzelfde doet Javier met een gedachte. De gedachtegang van de hoofdpersoon kunnen we volgen: hoe hij denkt, zoekt naar rechtvaardiging en waarneemt. Steeds op zoek naar een bepaalde mate van zekerheid, een duidelijk gevoel, komt hij er meestal achter dat het een leugen is of een illusie.
Verder valt aan de romans die Marias sinds 1986 schreef op dat zijn protagonisten veelal de stemmen en verhalen van anderen vertolken, of, zoals hij het zelf omschrijft, personen die afstand hebben gedaan van hun eigen stem.
Karakteristiek voor deze schrijver is ook zijn gebruik van de herhaling van dezelfde zinnen. Dat gebeurt in verschillende van zijn romans. Hij vergelijkt deze methode graag met de herhalingstechniek van muziek. Het steeds terugkomen van een bepaald motief kan, volgens hem, ontroering opwekken.
Woorden lenen van andere schrijvers is voor Marías geen probleem. Boektitels als Een hart zo blank, De zwarte rug van de tijd, Jouw gezicht morgen en Zo begint het slechte ontleende hij aan Shakespeare. De Volkskrant schrijft over hem dat hij woorden graag recyclet. Hij noemt het zelf geen imitatie, maar "het plezier om woorden van anderen die je mooi vindt in je eigen taalgebruik op te nemen."

## Tijdgeest
Marías maakt zelf een onderscheid tussen zijn rol als schrijver, die niet oordeelt en iemands gedachtepatroon probeert te ontrafelen, en zijn werk als columnist. In zijn krantenartikelen, in onder meer El Pais, maakt hij zich boos over misstanden en beschrijft hij de stand van het land.
Hij is niet gelovig en dat ligt ook in het hedendaagse Spanje gevoelig. Hij schreef acht jaar een wekelijkse column voor de zondagskrant El Semanal, waarmee hij 4 miljoen lezers bereikte. Na een kritisch stuk over de Katholieke Kerk in Spanje nam hij ontslag en sindsdien schrijft hij voor El Pais.
Marías is zich ervan bewust dat de wereld de laatste 20 jaar sterk veranderd is, net als de mensen. De personages in zijn boeken, hun problemen, hun twijfels, hun dilemma’s zijn vandaag de dag niet meer geloofwaardig. De verliefden uit 2011 noemt hij eigentijds: het verhaal zou zo maar in 'het heden' kunnen zijn. Maar zijn boek Berta Isla speelt zich af in het midden van de jaren negentig.
De 21e-eeuwse mens noemt hij oppervlakkiger en dat geldt volgens hem niet alleen voor de jeugd maar voor alle leeftijden. Bescheidenheid en eenvoud zijn in de loop van de tijd verloren gegaan. Ook al spreken mensen zichzelf voortdurend tegen, twijfel is tegenwoordig niet meer toegestaan. Iets is goed of slecht, zwart of wit. In zijn jeugd was er nog ruimte voor het paradoxale en voor ambiguiteit en dat doet volgens hem meer recht aan de mens, als gecompliceerd wezen.
Marías herinnerde eraan dat Spanje niet lang geleden nog onder een burgeroorlog en de langdurige dictatuur van de Spaanse Staat zuchtte en nu een democratie is die zonder gevechten en bloedvergieten tot stand is gekomen. De jeugd van nu heeft de transitie van dictatuur naar democratie niet bewust meegemaakt. Jongeren denken volgens de schrijver dat Spanje altijd zo was, dat je geboren wordt met allerlei rechten en dat die vanzelfsprekend zijn. Hij wijst erop dat er in 1975 nog geen vrijheid van meningsuiting was, geen vrije pers en politieke partijen niet waren toegestaan. Nooit hoefden er verkiezingen te worden gehouden, want er was maar één partij. 
De echte slachtoffers van de dictatuur zijn dood, en zij die nog leven zwijgen. Ze schamen zich of zijn te trots. Ook al zijn ze vernederd en ten onrechte gestraft, ze lijden liever in stilte. Ze weten wat hun is overkomen, ze zijn niets vergeten, ze hebben zich niet gewroken, maar ze praten er niet over. Marías hekelt het haast exhibitionistisch gedrag van mensen van nu, die zichzelf al te snel als slachtoffer zien.
Eigenlijk is Spanje, zegt hij, een heel 'normaal' land geworden, zoiets als Italië, Denemarken of Duitsland.

## Overleden
Hij overleed op 70-jarige leeftijd in een ziekenhuis in zijn geboortestad, door de gevolgen van covid-19.

## Werkenlijst
Het literaire werk van Javier Marías wordt doorgaans uitgegeven door Editorial Alfaguara in Madrid. Het meeste werk is in het Nederlands vertaald door Aline Glastra van Loon en verschenen bij uitgeverij Meulenhoff, Amsterdam.
- Los dominios del lobo, 1971
- Travesía del horizonte, 1973
- El monarca del tiempo, 1978
- El siglo, 1983
- El hombre sentimental, 1986 (Een man van gevoel)
- Todas las almas, 1989 (Aller zielen)
- Corazón tan blanco, 1992 (Een hart zo blank)
- Vidas escritas, 1992 (literaire biografie)
- Mañana en la batalla piensa en mí, 1994 (Denk morgen op het slagveld aan mij)
- Cuando fui mortal, 1996 (Geen liefde meer, verhalen)
- Negra espalda del tiempo, 1998 (De zwarte rug van de tijd)
- Tu rostro mañana, 2002-2007 (Jouw gezicht morgen, romantrilogie)

1. Fiebre y lanza, 2002 (Koorts en lans)
2. Baile y sueño, 2004 (Dans en droom)
3. Veneno y sombra y adiós, 2007 (Gif en schaduw en afscheid)

- Los enamoramientos, 2011 (De verliefden)
- Mala indole, 2012 (Terwijl zij slapen, verhalen)
- Así empieza lo malo, 2014 (Zo begint het slechte)
- Berta Isla, 2017
- Tomás Nevinson, 2022 (Tomas Nevinson)

- Bibsys: 90611791
- Biblioteca Nacional de Chile: 000128271
- Biblioteca Nacional de España: XX1720979
- Bibliothèque nationale de France: cb120688015 (data)
- Catàleg d'autoritats de noms i títols de Catalunya: 981058519984106706
- CiNii: DA07990148
- Gemeinsame Normdatei: 115745459
- International Standard Name Identifier: 0000 0000 8170 9011
- Library of Congress Control Number: n79046139
- Nationale Bibliotheek van Letland: 000202894
- MusicBrainz: b5d94891-fcbf-4cd7-9703-501c36270ebd
- Bibliotheek van het Japanse parlement: 00858851
- Nationale Bibliotheek van Tsjechië: jn19990210405
- Nationale bibliotheek van Australië: 35930570
- Nationale Bibliotheek van Israël: 987007312816205171
- Nationale Bibliotheek van Polen: a0000002975923
- Nationale en Universitaire bibliotheek Zagreb: 000218929
- Nederlandse Thesaurus van Auteursnamen: 073088528
- Réseau des bibliothèques de Suisse occidentale: 02-A003569324
- Istituto Centrale per il Catalogo Unico: MILV045056
- LIBRIS: 248579
- Système universitaire de documentation: 028960688
- Trove: 1151003
- Virtual International Authority File: 102346399
- WorldCat: E39PBJrCffdC9g9RdDWpHTrXh3